# 人才管理
人才管理（英語：Talent management，TM) ，是指對組織所需人力資本預期以及滿足這些預期需求的計劃。過去十多年裡，對於產業界及學術界而言，人才管理的重要性不斷增加，特別是自從麥肯錫在1997年所發表的研究及2001年出版的書籍《人才爭奪戰》之後。需特別留意，人才管理並不包含對演藝人員進行管理。
人才管理是一門使用人力資源規劃來提高商業價值並使公司和組織實現其目標的科學。為了選才、用才、育才、晉才、留才所做的一切，都是人才管理和勞動力規劃政策的一部分。人才管理策略應與策略管理及當地環境具有連結性，以更恰當地發揮作用。

## 歷史
在業界廣泛應用的人才管理，起初在20世紀後半葉是以內部人才為發展中心，且過分強調管理職的培訓和評估，造成中階經理人才過剩。1970年代，業界未準確預測到經濟衰退，再加上針對白領的不裁員政策，導致企業開始有冗員產生。在整個1980年代的衰退中，隨著企業組織再造及對內部人才的重視程度降低，以致失業率大幅上升。因此，招募外部人才很大程度取代20世紀早期的企業內部發展計劃，且此現象在到1990年代後期達到巔峰。此後，企業開始發現組織以相同速度吸引及流失有經驗的員工，需要探索留才及育才的新方法。
“人才管理”一詞是麥肯錫在1997年的一項研究後創造的。次年“人才管理”一詞才開始被學術界使用。然而，自1970年代以來，人力資源發展與組織有效性之間的關係已經建立。

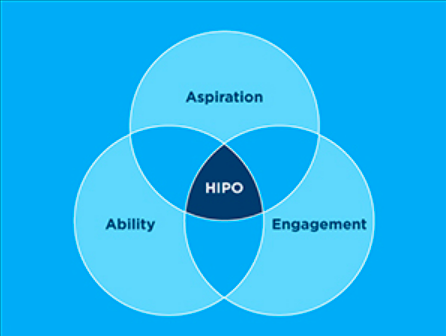
高潛力人才管理（HIPO）模型

人才管理相關專業在2000年代初期逐漸開始有正式職缺。儘管有學者會將人才管理與人力資源管理畫上完全的等號，新人才管理網（New Talent Management Network）仍透過對於2009年至2011年間的企業人才管理部門進行調查去定義人才管理的領域範圍。調查顯示，有關人才管理的活動包括：繼任計劃、人才評估、人才發展和高潛力人才管理。績效管理和人才招聘等活動則較少出現在人才管理人員的職權範圍內，薪資也不是與人才管理相關的職能。值得一提的是，二戰時期會透過使用人才管理相關策略幫助組織提高勞動力。

## 實踐
建議將人才管理系統用於整體企業政策，並在公司整體日常流程中實施。它不能僅由人資部門來進行留才，而是應該在組織的各個層面進行。相關企業政策必須將開發單位下屬技能納入業務主管的職責。此外，公司內部部門應與其他內部部門共享資訊，以便員工了解組織整體目標。現今，許多公司和軍隊面臨的問題是，組織付出了極大努力來吸引人才加入，卻花很少時間留才及育才。
人才管理政策可以透過人力資源管理系統（人力資源資訊系統）獲得支援。

## 人才管理
人才管理是一個組織在就業市場上選才、留才和育才的能力。好的人才始終能發現一些獲利關鍵點，像是收入、客戶滿意度、品質、生產力、成本、週期時間和市值。好的人才管理是指讓員工具有良好技能、知識、認知能力及做好工作的潛力。人才管理對於員工本身也是一項需要掌握的重要且必要技能。找到優秀且有才華的人並不是一件難事，但確保他們願意繼續為同一組織服務是一項挑戰。如果某員工有許多技能且對本身職務十分擅長，那麼企業就會希望他們永遠留在這裡服務。然而，這些人大多數不是對自己的工作感到滿意，就是持續在尋找更好的機會。

### 人才招聘
招聘合適人才的重要性對於組織整體的長期成功至關重要。招聘流程亦十分重要，因為如果人們不喜歡最初的流程，他們就不會願意留在組織中。科技的進步使許多公司能夠為相關職缺找到合適的人才。幾乎所有跨國企業都面臨著管理眾多人才的挑戰。據報導，全球近75%的CEO指出，缺乏所需技能和能力是這些致力於成長的組織所面臨的主要障礙。公司需要決定是否要“購買”（外部招聘）或“製造”（內部育才）員工。育才是指教授員工工作所需的某些技能。但是，必須確定員工是否具有學習技能的潛力。所謂“購買”員工就是僱用已經具備工作所需技能的人才。如果人才具備企業所需技能，他們的起薪可能必須反映其才能。

### 評估
從人才管理的角度來看，人才評估主要衡量兩方面：績效和潛力。在特定工作中的表現一直是衡量員工盈利能力的標準評估工具。然而，人才管理也力求關注員工潛力，因為潛力代表員工的未來表現，並以此決定是否可進一步適當發展技能和增加責任。而衡量的內容標準已被證明因當地組織環境而異。

### 職能
“人才管理”一詞通常與基於能力的管理相關。人才管理策略通常由一組組織核心職能及職位特定職能驅動。特定集可能包括知識、技能、經驗和個人特徵（通過相關定義的行為來證明）。較舊的職能模型可能包含不易預測的屬性（例如，在許多國家/地區，將教育、任期和其他多樣性因素納入工作績效評估是非法的，在組織內亦是不道德的）。新技術可為組織創建職能架構，其中包括透過職能辭典說明職能以建立職位描述。西南航空公司、微軟和通用電氣等公司都使用人才管理。

### 人才市場機制
人才市場機制是在組織內制定員工培育和發展策略。這對可讓最具生產力的員工可自行挑選最合適項目執行的公司最有益。理想的實行環境是以員工為生產力中心，職務為“基於判斷的工作”，例如律師事務所相關職業。在部門內帶入人才市場機制目的是利用個人的特定技能（專案管理或特定領域的廣泛知識）並將其與交辦任務產生連結。使用人才市場策略的公司有美國運通和IBM。在當今全球化的經濟中，文化敏捷性是國際企業在招聘時特別看重求職者的一種行為特徵。。

### 留才
“留才”是指將員工長期留在組織中服務。組織資源會用於將新進員工培訓為技術人才，而這也讓企業選擇在其能力範圍內，是否希望長時間留住員工。透過在員工和管理階層之間保持良好的長期關係，公司將因此受益於技術嫻熟、才華橫溢的員工，他們會團結一致地共同努力實現長期目標。留才最重要的因素是薪資、工作環境、發展選擇和公司支持架構。員工敬業度和留任率的最大因素之一是無形資產，而這項資產主要與經理人對待員工的方式有關。適當和公平地對待所有員工會提高他們的敬業度，長期來看，這樣也會減少對員工進行個別管理的需求。人才離職的主要原因，是因為他們沒有被允許為組織做他們想做的事情。合適的員工會希望在日常工作中感受到影響力和重要性。如果員工與直屬上司保持良好關係和坦誠溝通，並且在工作場所感受到重要性，他們就更有可能留下來。這是主管應該培養員工能繼續留任相關技能的主要原因，因為留任率可能會在未來的年度報告中佔據突出地位。如果經理人能夠聘用並留住合適的員工，這將在未來轉化為積極和可維持的成功模式。

## 當前應用
在不利的經濟條件下，許多公司會感到有必要撙節開支。這是人才管理系統作為優化員工及組織績效手段的理想環境。相關選項提供具有極大投資報酬率。工作分析和評估驗證有助於增強相關選項的預測能力。一些數據如單次人員安置成本或平均招聘時間對於人才管理的預測分析至關重要。相關評估方法會使用這些歷史數據來提供分析。然而，在許多公司內部，人力資本管理的概念才逐漸開始建立。隨著越來越多的公司在拓展全球業務範圍的過程中，關於新策略和產品的問題越來越多，但很少有公司去接觸管理結構的相關議題，然而這對於企業在全球化過程中取得成功亦十分重要。“事實上，只有5%的組織表示它們目前擁有明確的人才管理策略和營運計劃。”2010年代開始，有書籍專門介紹了全球化對人才管理實踐的影響。